# Ernst Friedrich Glocker
 (octobre 2022).
Si vous disposez d'ouvrages ou d'articles de référence ou si vous connaissez des sites web de qualité traitant du thème abordé ici, merci de compléter l'article en donnant les références utiles à sa vérifiabilité et en les liant à la section « Notes et références ».
Ernst Friedrich Glocker, né le 1er mai 1793 à Stuttgart et mort le 18 juillet 1858, est un minéralogiste, géologue et paléontologue allemand.
Il fait ses études de philosophie, théologie et sciences de la nature à Tübingen, puis il poursuit ses études à Berlin pour la botanique et la minéralogie en 1817.
En 1819, il s’installe à Breslau (aujourd'hui Wroclaw) et en 1824 est nommé professeur de minéralogie au Magdalenen-Gymnasium de Breslau. Il en devient  vice-recteur l’année suivante.  

## Publications en allemand
- Charakteristik der schlesisch-mineralogischen Literatur (Breslau 1827-32, 2 Bde.);
- Über den Jurakalk von Kurowitz (Breslau 1841);
- Bemerkungen über Terebrateln  (Breslau 1845);
- Über einige neue fossile Tierformen aus dem Gebiet des Karpathensandsteins Breslau 1850);
- Beiträge zur Kenntnis der nordischen Geschiebe und ihres Vorkommens in der Oderebene um Breslau (Breslau 1854-56)
- Geognostische Beschreibung der preußischen Oberlausitz (Görlitz 1858).

## Minéralogie
On doit à Ernst Friedrich Glocker la description de plusieurs espèces minérales :
- l'arsénopyrite en 1847 ;
- la barytocölestine en 1839 (un synonyme de célestine) ;
- la chalcotrichite (un synonyme de cuprite) ;
- la cyanotrichite en 1830 ;
- la dauphinite en 1831  (un synonyme d'anatase) ;
- l'elhuyarite (un synonyme d'allophane) ;
- la galénocératite en 1847 (un synonyme de phosgénite) ;
- la halite en 1847 ;
- la liparite en 1847 (un synonyme de fluorine) ;
- la polytélite (un synonyme de freibergite) ;
- la pyrargyrite en 1831 ;
- la przibramite de Glocker en 1831 (un synonyme de goethite) ;
- le quecksilberfahlerz (un synonyme de tétraédrite) ;
- la schöttérite (un synonyme d'allophane) ;
- la sépiolite ;
- la sphalérite en 1847.